# Josephine Touray
Josephine Maria Touray (født 6. oktober 1979 i Aarhus) er en dansk tidligere håndboldspiller og jurist af gambisk afstamning.
Touray har spillet 123 A-landskampe, hvor hun har scoret 383 mål. Det giver en niendeplads på alle tiders landskamp-topscorerliste. Hun debuterede på A-landsholdet den 8. maj 2001 og har været med til at vinde både EM-og OL-guld.

## Spillerkarriere
Touray startede i Bjerringbro, hvorefter hun rykkede til Viborg HK. Her vandt hun damehåndboldligaen og EHF Cuppen i 1999.
I 2004 vandt hun EHF Cup Winners' Cup med Ikast-Brande EH i 2004.
I 2005 skiftede hun til FC København Håndbold for at kunne kombinere jura-studierne med håndbolden. Hun indgik i april 2008 en aftale med FCK om at ophæve hendes kontrakt, da hun ikke var tilfreds med sin spilletid. Hun havde på det tidspunkt ikke spillet siden oktober 2007. Hun skiftede derefter til SK Aarhus.
Touray valgte i 2010 at indstille sin karriere på grund af flere skader, men kom hurtigt tilbage til håndbolden, hvor hun spillede på deltid for FIF.

## Efter håndboldkarrieren
Samtidig med hendes håndboldkarriere blev Touray uddannet jurist. Hun har, siden hun indstillede håndboldkarrieren, været involveret i flere godgørende formål.
Først i FANT - Football for a new tomorrow, der støtter sport i Udviklingslande, og siden som direktør i Hej-Fonden.